# Hoplitis colei
Hoplitis colei är en biart som först beskrevs av Crawford 1916. Den ingår i släktet gnagbin och familjen buksamlarbin. Inga underarter finns listade i Catalogue of Life.

## Beskrivning
Hoplitis colei är ett långtungat bi som påminner mycket om Hoplitis producta, med svart grundfärg och rökfärgade vingar, vars ribbor och vingfästen är svartbruna. Behåringen är ljus och tämligen kort utom över huvud och mellankropp. Mycket unga individer har ofta mörkare, mer ockrafärgad behåring. Mandiblerna har tre tänder vardera hos honan, två hos hanen. På tergiterna 1 till 5 (vanligtvis bara 1 till 4 hos honan) finns ljusa hårband. Arten är liten; honan har en kroppslängd på 5 till 7 mm, hanen omkring 5 mm.

## Utbredning
Arten finns i västra Nordamerika: I norr från Nevada till Colorado, söderöver till Kalifornien, Arizona och den mexikanska delstaten Baja California.

## Ekologi
Hoplitis colei lever i torra, bergiga habitat, där den kan gå upp till åtminstone 2 300 m. Den är polylektisk, den flyger till blommande växter från många olika familjer, som korgblommiga växter, strävbladiga växter, vindeväxter, ärtväxter, grobladsväxter, blågullsväxter och flenörtsväxter. Som alla gnagbin är arten solitär (icke-social); honan ansvarar själv för avkommans omsorg.